# Manòglia (singolo)
Manòglia è un singolo del cantautore italiano Davide Van De Sfroos del 2023

## Descrizione
Il singolo è uscito sulle piattaforme digitali il 7 settembre 2023 e anticipa l'uscita dell'omonimo album, l'ottavo in studio del cantante, uscito il 13 ottobre 2023. Il titolo è la variante dialettale laghée (variante dialettale comasca della lingua lombarda) e indica la pianta di magnolia, pianta molto significativa per il cantante sotto la quale da bambino andava ad ascoltare gli anziani che raccontavano varie leggende locali.
Questa è l'unica canzone dell'album ad essere disponibile sulle piattaforme di streaming online, in quanto per volere del cantautore e della casa editrice, l'album non verrà pubblicato su queste piattaforme.
La copertina del singolo è la stessa dell'album.

## Tracce
Testi e musiche di Davide Bernasconi
1. Manòglia - 4:37

## Formazione
- Davide Van De Sfroos - Voce, Chitarra acustica, Chitarra elettrica
- Paolo Cazzaniga - Cori
- Alberto Gioia - Organo Hammond, Piano elettrico Wurlitzer
- Angapiemage Galiano Persico - Mandolino
- Francesco Piu - Banjo